# Izba Reprezentantów Delaware
Izba Reprezentantów Delaware (Delaware House of Representatives) – izba niższa parlamentu amerykańskiego stanu Delaware. Liczy 41 członków wybieranych na dwuletnią kadencję z zastosowaniem ordynacji większościowej, w jednomandatowych okręgach wyborczych. 
Do Izby mogą kandydować wyłącznie osoby mające w dniu wyborów ukończone 24 lata i posiadające obywatelstwo Stanów Zjednoczonych. Dodatkowo wymagane jest, aby mieszkały w stanie Delaware od co najmniej trzech lat, w tym przez ostatni rok na terenie okręgu wyborczego, z którego kandydują. 

## Kierownictwo
stan na 16 października 2010
- Spiker: Robert Gilligan (D)
- Lider większości: Peter Schwarztkopf (D)
- Lide mniejszości: Richard Cathcart (R)